# Tchoulym (rivière)
Pour les articles homonymes, voir Tchoulym.
Le Tchoulym (en russe : Чулым) est une rivière de Russie qui coule en Sibérie dans l'oblast de Tomsk et le krai de Krasnoïarsk. C'est un affluent direct de l'Ob en rive droite.

## Homonymie
Il ne faut pas confondre le Tchoulym affluent de l'Ob avec le Tchoulym qui est le tributaire principal du lac Tchany, dans la steppe de Baraba, et qui reçoit les eaux du Kargat.

## Géographie
Le Tchoulym proprement dit a une longueur de 1 799 km ; cependant ensemble avec le Biely Iïous qui constitue en fait son cours supérieur, il est long de 2 023 km, ce qui en fait un des principaux cours d'eau de Sibérie. 

La rivière draine un bassin de 134 000 km2 et a un débit moyen de 785 m3/s (24,8 km3/an). 

Le Tchoulym naît dans la chaîne montagneuse du Kouznetsk Alataou, de l'union de deux branches-source : le Biely Iïous (Белый Июс ou Iïous blanc) et le Tcherny Iïous (Чёрный Июс ou Iïous noir). Il se dirige alors vers le nord, baignant la ville de Nazarovo, au-delà de laquelle il commence à décrire une énorme boucle en direction de l'ouest puis de l'ouest-sud-ouest. Là, il reçoit les eaux de l'Ourioup en rive droite, avant de rebrousser chemin loin vers l'est. Sa boucle achevée, au niveau de la ville d'Atchinsk, il reprend sa route vers le nord puis le nord-ouest et enfin l'ouest.
 
Après avoir reçu les eaux du Teguldet, un affluent mineur, le Tchoulym devient un fleuve de plaine, très large (environ 1200 mètres), au courant lent et effectuant de multiples méandres ce qui a engendré de nombreux bras morts. Il prend alors des allures de grand fleuve. 
Quelques dizaines de kilomètres avant la ville d'Assino, la rivière s'incurve brusquement vers le nord-ouest, dans l'axe de la Kiïa, son plus abondant affluent, venu du sud-est. En fin de parcours, il oblique progressivement vers l'ouest, et parcourant encore ainsi quelque 150 kilomètres, il finit par se jeter dans l'Ob à Oust-Tchoulym à quelque 110 kilomètres en amont de la ville (et de la station hydrométrique) de Kolpachevo.

## Histoire
L'explorateur suédois Johann Peter Falck décrivit au XVIIIe siècle des tribus de chasseurs-cueilleurs qui vivaient le long des rives de la rivière Tchoulym.

## Affluents
Outre les deux rivières-source, le Tcherny Iïous et le Biely Iïous, les affluents les plus importants sont :
- Rive gauche :
  - le Serej (Сереж)
  - l'Ourioup (Урюп)
  - la Kiia (Кия)
    - le Tiajine (Тяжин)
    - le Tchet (Четь)
    - le Kojoukh (Кожух)
    - la Tcheboula (Чебула)

  - la Iaïa (Яя)
  - l'Itatka (Итатка)
  - la Bolchaïa Iouksa (Большая Юкса)
- Rive droite :
  - le Bolchoï Oulouï (Большой Улуй)
  - le Kemtchoug (Кемчуг)
  - le Tchitchkaïoul (Чичкаюл)
  - l'Oulouïoul (Улуюл)

## Villes traversées
La rivière arrose les villes de Nazarovo, Atchinsk et Assino. 

## Gel et navigabilité
Le Tchoulym est pris par les glaces en moyenne depuis le début du mois de novembre, jusqu'à la fin du mois d'avril. 

Il est navigable sur 1173 kilomètres, en amont de sa confluence avec l'Ob. 

Un important port fluvial a été construit à Assino dans les années 1930.

## Hydrométrie - Les débits à Batourino
Le débit du Tchoulym a été observé pendant 62 ans (sur la période 1936-2000) à Batourino, petite ville située à quelque 132 kilomètres de son confluent avec l'Ob . 
À Batourino, le débit inter annuel moyen ou module observé sur cette période était de 782 m3/s pour une surface prise en compte de 131 000 km2, soit près de 98 % de la totalité du bassin versant de la rivière qui en compte 134 000. 

La lame d'eau écoulée dans cette partie du bassin atteint le chiffre de 188 millimètres par an, ce qui doit être considéré comme moyennement élevé. 
Le débit moyen mensuel observé en mars (minimum d'étiage) atteint 174 m3/s, soit à peu près 7 % du débit moyen du mois de mai (maximum de l'année avec 2 784 m3/s), ce qui montre l'amplitude, relativement modérée pour la Sibérie, des variations saisonnières. 

Sur la période d'observation de 62 ans, le débit mensuel minimal a été de 112 m3/s en mars 1940, tandis que le débit mensuel maximal s'est élevé à 5 670 m3/s en juin 1941.
En considérant la seule période estivale, libre de glaces (de mai à octobre inclus), le débit mensuel minimal observé a été de 261 m3/s en octobre 1943, niveau restant encore très confortable. Un débit mensuel estival inférieur à 280 m3/s est rare, voire exceptionnel. 

## Ethnologie - les Tchoulyms
Le Tchoulym a donné son nom au petit peuple des Tchoulyms ou Tatars du Tchoulym. Ceux-ci sont apparus au XVIIe siècle comme mélange de quelques groupes turcs qui avaient migré à l'est à la suite de la chute du Khanat de Sibérie (notamment des Kirghizes), avec de petits groupes de Selkoupes et de Kètes.